# Lijst van voetbalinterlands Italië - Turkije
Deze lijst van voetbalinterlands is een overzicht van alle officiële voetbalwedstrijden tussen de nationale teams van Italië en Turkije. De landen speelden tot op heden dertien keer tegen elkaar. De eerste ontmoeting, een kwalificatiewedstrijd voor het Europees kampioenschap voetbal 1964, werd gespeeld in Bologna op 2 december 1962. Het laatste duel, een vriendschappelijke wedstrijd, vond plaats op 4 juni 2024 in Bologna.

## Wedstrijden
| №  | Plaats    | Datum             | Competitie           | Wedstrijd        | Uitslag |
| -- | --------- | ----------------- | -------------------- | ---------------- | ------- |
| 1  | Bologna   | 2 december 1962   | EK 1964 kwalificatie | Italië – Turkije | 0-5     |
| 2  | Istanboel | 27 maart 1963     | EK 1964 kwalificatie | Turkije – Italië | 2 – 1   |
| 3  | Napels    | 13 januari 1973   | WK 1974 kwalificatie | Italië – Turkije | 0 – 0   |
| 4  | Istanboel | 25 februari 1973  | WK 1974 kwalificatie | Turkije – Italië | 0 – 1   |
| 5  | Florence  | 23 september 1978 | Vriendschappelijk    | Italië – Turkije | 1– 3    |
| 6  | Istanboel | 3 maart 1984      | Vriendschappelijk    | Turkije – Italië | 1 – 2   |
| 7  | Pescara   | 21 december 1994  | Vriendschappelijk    | Italië – Turkije | 3 – 3   |
| 8  | Arnhem    | 11 juni 2000      | EK 2000              | Turkije – Italië | 3 – 2   |
| 9  | Pescara   | 20 november 2002  | Vriendschappelijk    | Italië – Turkije | 1 – 1   |
| 10 | Bergamo   | 15 november 2006  | Vriendschappelijk    | Italië – Turkije | 1 – 1   |
| 11 | Rome      | 11 juni 2021      | EK 2020              | Turkije – Italië | 4 − 3   |
| 12 | Konya     | 29 maart 2022     | Vriendschappelijk    | Turkije − Italië | 2 − 3   |
| 13 | Bologna   | 4 juni 2024       | Vriendschappelijk    | Italië − Turkije | 0 − 0   |

## Samenvatting
| Competitie        | Totaal gespeeld | Winst Italië | Gelijk | Winst Turkije | Doelsaldo Italië – Turkije |
| ----------------- | --------------- | ------------ | ------ | ------------- | -------------------------- |
| WK-kwalificatie   | 2               | 1            | 1      | 0             | 1 − 0                      |
| EK-eindronde      | 2               | 2            | 0      | 0             | 5 − 1                      |
| EK-kwalificatie   | 2               | 2            | 0      | 0             | 7 − 0                      |
| Vriendschappelijk | 7               | 4            | 3      | 0             | 11 − 6                     |
| Totaal            | 13              | 9            | 4      | 0             | 24 − 7                     |

## Details

### Achtste ontmoeting
| EK 2000 (Arnhem, Nederland, 11 juni 2000): |              | |
| Turkije | 1 – 2        | Italië |
| Okan Buruk 61' | goals        | 52' Antonio Conte 70' (pen.) Filippo Inzaghi |
| Mustafa Denizli | bondscoach   | Dino Zoff |
| Rüştü Reçber Tayfur Havutçu Ogün Temizkanoğlu Fatih Akyel Alpay Özalan Okan Buruk 89' Hakan Şükür Sergen Yalçın 81' Tayfun Korkut Abdullah Ercan Ümit Davala 76' | opstellingen | Francesco Toldo Paolo Maldini Alessandro Nesta Gianluca Zambrotta Fabio Cannavaro Antonio Conte Demetrio Albertini 60' Gianluca Pessotto 75' Stefano Fiore Filippo Inzaghi 83' Francesco Totti |
| Tugay Kerimoğlu 76' Arif Erdem 81' Ergün Penbe 89' | wissels      | 60' Mark Iuliano 75' Alessandro Del Piero 83' Angelo Di Livio |

### Elfde ontmoeting
| EK 2020 (Rome, Italië, 11 juni 2021): |                 | |
| Turkije | 0 – 3           | Italië |
| | goals (assists) | 53' (e.d.) Merih Demiral (Domenico Berardi) 66' Ciro Immobile (Leonardo Spinazzola) 79' Lorenzo Insigne (Ciro Immobile)                                                                                     |
| Şenol Güneş | bondscoach      | Roberto Mancini |
| Uğurcan Çakır Zeki Çelik Merih Demiral Çağlar Söyüncü Umut Meraş Okay Yokuşlu 65' Kenan Karaman 76' Ozan Tufan 64' Yusuf Yazıcı 46' Hakan Çalhanoğlu Burak Yılmaz | opstellingen    | Gianluigi Donnarumma Alessandro Florenzi 46' Leonardo Bonucci Giorgio Chiellini Leonardo Spinazzola Nicolò Barella Jorginho Manuel Locatelli 74' Domenico Berardi 85' Ciro Immobile 81' Lorenzo Insigne 81' |
| Cengiz Ünder 46' Kaan Ayhan 64' İrfan Can Kahveci 65' Halil Dervişoğlu 76'                                                                                        | wissels         | 46' Giovanni Di Lorenzo 74' Bryan Cristante 81' Federico Chiesa 81' Andrea Belotti 85' Federico Bernardeschi                                                                                                |
| Çağlar Söyüncü 88' Halil Dervişoğlu 90' | gele kaarten    | |
| | rode kaarten    | |

FIGC · A-internationals · Selecties · Bondscoaches · Italiaans vrouwenelftal · Olympisch elftal · Italië U21 · Italië U20 · Italië U19 · Italië U18 · Italië U17 · Italië U16 · Vrouwen U17
1910 – 1919 ·
1920 – 1929 ·
1930 – 1939 ·
1940 – 1949 ·
1950 – 1959 ·
1960 – 1969 ·
1970 – 1979 ·
1980 – 1989 ·
1990 – 1999 ·
2000 – 2009 ·
2010 – 2019 ·
2020 − 2029
EK's: 1968 · 
1980 · 
1988 · 
1996 · 
2000 · 
2004 · 
2008 · 
2012 · 
2016 ·
2020 ·
2024
WK's: 1934 · 
1938 · 
1950 · 
1954 · 
1962 · 
1966 · 
1970 · 
1974 · 
1978 · 
1982 · 
1986 · 
1990 · 
1994 · 
1998 · 
2002 · 
2006 · 
2010 · 
2014
OS: 1912 · 
1920 · 
1924 · 
1928 · 
1936 · 
1948 · 
1952 · 
1960 · 
1984 · 
1988 · 
1992 · 
1996 · 
2000 · 
2004 · 
2008
1911 · 
1912 · 
1913 · 
1914 · 
1915 · 
1916 · 1917 · 1918 · 1919 · 
1920 · 
1921 · 
1922 · 
1923 · 
1924 · 
1925 · 
1926 · 
1927 · 
1928 · 
1929 · 
1930 · 
1931 · 
1932 · 
1933 · 
1934 · 
1935 · 
1936 · 
1937 · 
1938 · 
1939 · 
1940 · 
1941 · 
1942 · 
1943 · 1944 · 
1945 · 
1946 · 
1947 · 
1948 · 
1949 · 
1950 · 
1952 · 
1952 · 
1953 · 
1954 · 
1955 · 
1956 · 
1957 · 
1958 · 
1959 · 
1960 · 
1961 · 
1962 · 
1963 · 
1964 · 
1965 · 
1966 · 
1967 · 
1968 · 
1969 · 
1970 · 
1971 · 
1972 · 
1973 · 
1974 · 
1975 · 
1976 · 
1977 · 
1978 · 
1979 · 
1980 · 
1981 · 
1982 · 
1983 · 
1984 · 
1985 · 
1986 · 
1987 · 
1988 · 
1989 · 
1990 ·
1991 · 
1992 · 
1993 · 
1994 · 
1995 · 
1996 · 
1997 · 
1998 · 
1999 · 
2000 · 
2001 · 
2002 · 
2003 · 
2004 · 
2005 · 
2006 · 
2007 · 
2008 · 
2009 · 
2010 · 
2011 · 
2012 · 
2013 · 
2014 · 
2015 · 
2016 · 
2017 ·
2018 ·
2019 ·
2020 ·
2021 ·
2022 ·
2023 ·
2024
Albanië ·
Algerije ·
Argentinië ·
Armenië ·
Australië ·
Azerbeidzjan ·
België ·
Bosnië en Herzegovina ·
Brazilië ·
Bulgarije ·
Canada ·
Chili ·
China ·
Costa Rica ·
Cyprus ·
DDR ·
Denemarken ·
Duitsland ·
Ecuador ·
Egypte ·
Engeland ·
Estland ·
Faeröer ·
Finland ·
Frankrijk ·
Georgië ·
Ghana ·
Griekenland ·
Haïti ·
Hongarije ·
Ierland ·
IJsland ·
Israël ·
Ivoorkust ·
Japan ·
Joegoslavië ·
Kameroen ·
Kroatië ·
Liechtenstein · 
Litouwen ·
Luxemburg ·
Malta ·
Marokko ·
Mexico ·
Moldavië ·
Montenegro ·
Nederland ·
Nieuw-Zeeland ·
Nigeria ·
Noord-Ierland ·
Noord-Korea ·
Noord-Macedonië ·
Noorwegen ·
Oekraïne ·
Oostenrijk ·
Paraguay ·
Peru ·
Polen ·
Portugal ·
Roemenië ·
Rusland ·
San Marino ·
Saoedi-Arabië ·
Schotland ·
Servië ·
Servië en Montenegro ·
Slovenië ·
Slowakije ·
Sovjet-Unie ·
Spanje ·
Tsjechië ·
Tsjecho-Slowakije ·
Tunesië ·
Turkije ·
Uruguay ·
Venezuela ·
Verenigde Staten ·
Wales ·
Wit-Rusland ·
Zuid-Afrika ·
Zuid-Korea ·
Zweden ·
Zwitserland
Argentinië (1982) · 
Australië (2006) · 
België (2016) · 
België (2021) · 
Brazilië (1970) · 
Brazilië (1982) · 
Brazilië (1994) · 
Costa Rica (2014) · 
Duitsland (2006) · 
Duitsland (2012) · 
Engeland (2012) ·
Engeland (2014) ·
Engeland (2021) ·
Frankrijk (2000) · 
Frankrijk (2006) · 
Frankrijk (2008) · 
Ghana (2006) · 
Hongarije (1938) · 
Ierland (2012) · 
Joegoslavië (1968) · 
Kameroen (1982) · 
Kroatië (2012) · 
Nederland (2008) · 
Nieuw-Zeeland (2010) · 
Oekraïne (2006) · 
Oostenrijk (2021) · 
Paraguay (2010) · 
Peru (1982) · 
Polen (1982, 1) · 
Polen (1982, 2) · 
Roemenië (2008) · 
Spanje (2008) ·
Spanje (2012, 1) ·
Spanje (2012, 2) ·
Spanje (2016) ·
Spanje (2021) ·
Tsjechië (2006) · 
Turkije (2021) · 
Uruguay (2014) · 
Verenigde Staten (2006) · 
Wales (2021) · 
West-Duitsland (1982) · 
Zweden (2016) · 
Zwitserland (2021)
TFF · A-internationals · Selecties · Bondscoaches · Turks vrouwenelftal · Olympisch elftal · Turkije U21 · Turkije U20 · Turkije U19 · Turkije U18 · Turkije U17 · Turkije U16
1923 – 1929 · 
1930 – 1939 · 
1940 – 1949 · 
1950 – 1959 · 
1960 – 1969 · 
1970 – 1979 · 
1980 – 1989 · 
1990 – 1999 · 
2000 – 2009 · 
2010 – 2019 ·
2020 − 2029
EK 1996 · 
EK 2000 · 
EK 2008 · 
EK 2016 ·
EK 2020 ·
EK 2024 · WK 1954 · WK 2002 · OS 1924 · 
OS 1928 · 
OS 1936 · 
OS 1948 · 
OS 1952 · 
OS 1960
1923 · 
1924 · 
1925 · 
1926 · 
1927 · 
1928 · 
1929 · 1930 · 
1931 · 
1932 · 
1933 · 1934 · 1935 · 
1936 · 
1937 · 
1938 · 1939 · 1940 · 1941 · 1942 · 1943 · 1944 · 1945 · 1946 · 1947 · 
1948 · 
1949 · 
1950 · 
1952 · 
1952 · 
1953 · 
1954 · 
1955 · 
1956 · 
1957 · 
1958 · 
1959 · 
1960 · 
1961 · 
1962 · 
1963 · 
1964 · 
1965 · 
1966 · 
1967 · 
1968 · 
1969 · 
1970 · 
1971 · 
1972 · 
1973 · 
1974 · 
1975 · 
1976 · 
1977 · 
1978 · 
1979 · 
1980 · 
1981 · 
1982 · 
1983 · 
1984 · 
1985 · 
1986 · 
1987 · 
1988 · 
1989 · 
1990 · 
1991 · 
1992 · 
1993 · 
1994 · 
1995 · 
1996 · 
1997 · 
1998 · 
1999 · 
2000 · 
2001 · 
2002 · 
2003 · 
2004 · 
2005 · 
2006 · 
2007 · 
2008 · 
2009 · 
2010 · 
2011 · 
2012 · 
2013 · 
2014 · 
2015 ·
2016 ·
2017 ·
2018 ·
2019 ·
2020 ·
2021 ·
2022 ·
2023 ·
2024
Albanië ·
Algerije ·
Andorra ·
Angola ·
Armenië ·
Australië ·
Azerbeidzjan ·
België ·
Bosnië en Herzegovina ·
Brazilië ·
Bulgarije ·
Canada ·
Chili ·
China ·
Colombia ·
Costa Rica ·
DDR ·
Denemarken ·
Duitsland ·
Ecuador ·
Egypte ·
Engeland ·
Estland ·
Ethiopië ·
Faeröer ·
Finland ·
Frankrijk ·
Georgië ·
Ghana ·
Gibraltar ·
Griekenland ·
Guinee ·
Honduras ·
Hongarije ·
Ierland ·
IJsland ·
Irak ·
Iran ·
Israël ·
Italië ·
Ivoorkust ·
Japan ·
Joegoslavië ·
Kameroen ·
Kazachstan ·
Kosovo ·
Kroatië ·
Letland ·
Libanon ·
Libië ·
Liechtenstein ·
Litouwen ·
Luxemburg ·
Maleisië ·
Malta ·
Moldavië ·
Montenegro · 
Nederland ·
Nieuw-Zeeland ·
Noord-Ierland ·
Noord-Macedonië ·
Noorwegen ·
Oekraïne ·
Oezbekistan ·
Oostenrijk ·
Pakistan ·
Paraguay ·
Polen ·
Portugal ·
Qatar · 
Roemenië ·
Rusland ·
San Marino ·
Saoedi-Arabië ·
Schotland ·
Senegal ·
Servië ·
Slovenië · 
Slowakije ·
Sovjet-Unie ·
Spanje ·
Syrië ·
Tsjechië ·
Tsjecho-Slowakije ·
Tunesië ·
Uruguay ·
Verenigde Staten ·
Wales ·
Wit-Rusland ·
Zuid-Afrika ·
Zuid-Korea ·
Zweden ·
Zwitserland
Brazilië (2002, 1) · 
Costa Rica (2002) · 
Duitsland (2008) · 
Italië (2021) · 
Kroatië (2008) · 
Kroatië (2016) · 
Portugal (2008) · 
Spanje (2016) · 
Tsjechië (2008) · 
Wales (2021) · 
Zwitserland (2008) · 
Zwitserland (2021)